# ماونو نورمي
ماونو نورمي (بالفنلندية: Mauno Nurmi)‏ هو لاعب هوكي الجليد ولاعب كرة قدم فنلندي في مركز مدافع ‏، ولد في 23 ديسمبر 1936 في كآرينا في فنلندا، وتوفي في 12 يوليو 2018. لعب مع نادي توركو.

## وصلات خارجية
- ماونو نورمي على موقع ناشيونال فوتبول تيمز (الإنجليزية)
- ماونو نورمي على موقع عالم كرة القدم.نت (الإنجليزية)
- ماونو نورمي على موقع EliteProspects.com (الإنجليزية)